# Spoorlijn Les Sables-d'Olonne - Tours
De spoorlijn Les Sables-d'Olonne - Tours is een Franse spoorlijn van Les Sables-d'Olonne via La Roche-sur-Yon, Thouars en Chinon naar Tours. De lijn is 248,5 km lang en heeft als lijnnummer 525 000.

## Geschiedenis
De lijn werd in gedeeltes geopend door de Compagnie des chemins de fer de la Vendée, van Les Sables-d'Olonne naar La Roche-sur-Yon op 30 december 1866, van La Roche-sur-Yon naar Bressuire op 27 maart 1871, van Bressuire naar Thouars op 10 mei 1873, van Thouars naar Chinon-Sud op 11 augustus 1873, van Chinon-Sud naar Chinon op 28 september 1874, van Chinon naar Joué-lès-Tours op 19 april 1875 an van Joué-lès-Tours naar Tours-État op 31 mei 1875. In 1878 ging de concessie over naar de Administration des chemins de fer de l'État.

### Tracéwijzigingen
Tot 1898 had de lijn een eigen station in Tours, aangezien de Compagnie du chemin de fer de Paris à Orléans niet bereid was hun faciliteiten te delen. Nadien werd de lijn aangesloten via lijn 525 901 op de spoorlijn Tours - Saint-Nazaire net ten noorden van de Cher. Deze verbinding werd gebruikt tot 1970, in dat jaar werd de spoorlijn aangesloten op de spoorlijn Paris-Austerlitz - Bordeaux-Saint-Jean ter hoogte van Joué-lès-Tours. Op de plek van de spoorbrug over de Cher ligt sindsdien de brug van de Tram van Tours over de Cher.

## Treindiensten
De SNCF verzorgt het personenvervoer op dit traject met TGV en TER-treinen.
| Serie    | Treinsoort | Route | Bijzonderheden |
| -------- | ---------- | --- | -------------- |
| TGV 8900 | TGV (SNCF) | Paris-Montparnasse – Le Mans – Angers-Saint-Laud – Nantes – [ Saint-Nazaire – Le Croisic ] / [ La Roche-sur-Yon – Les Sables-d'Olonne ] |                |
| K 8      | TER (SNCF) | Nantes – Clisson – Montaigu – La Roche-sur-Yon – Les Sables-d'Olonne                                                                    |                |
| P 21     | TER (SNCF) | Tours – Chinon |                |
| P 65     | TER (SNCF) | [ Angers-Saint-Laud – ] / [ Tours – ] Saumur – Thouars – Bressuire – La Roche-sur-Yon                                                   |                |

## Aansluitingen
In de volgende plaatsen is of was er een aansluiting op de volgende spoorlijnen:
La Roche-sur-Yon
RFN 530 000, spoorlijn tussen Nantes en Saintes
RFN 534 000, spoorlijn tussen Nantes en La Roche-sur-Yon via Sainte-Pazanne
Chantonnay
RFN 526 000, spoorlijn tussen Vouvant-Cezais en Saint-Christophe-du-Bois
Bressuire
RFN 523 000, spoorlijn tussen La Possonnière en Niort
RFN 524 000, spoorlijn tussen Neuville-de-Poitou en Bressuire
Thouars
RFN 500 000, spoorlijn tussen Chartres en Bordeaux-Saint-Jean
Arçay
RFN 574 000, spoorlijn tussen Poitiers en Arçay
Loudun
RFN 521 000, spoorlijn tussen Loudun en Angers-Maître-École
RFN 573 000, spoorlijn tussen Loudun en Châtellerault
Chinon
RFN 571 000, spoorlijn tussen Port-Boulet en Port-de-Piles
Joué-lès-Tours
RFN 570 000, spoorlijn tussen Paris-Austerlitz en Bordeaux-Saint-Jean
RFN 594 000, spoorlijn tussen Joué-lès-Tours en Châteauroux
Tours
RFN 515 000, spoorlijn tussen Tours en Saint-Nazaire
RFN 525 901, voormalig einde in Tours van lijn 525 000, Les Sables-d'Olonne - Tours
RFN 561 000, spoorlijn tussen Tours en Le Mans
RFN 562 300, raccordement van Saint-Pierre-des-Corps naar Nantes
RFN 563 300, raccordement tussen Saint-Pierre-des-Corps en Tours
RFN 564 300, raccordement tussen Tours en Monts (aansluiting Bordeaux)

## Elektrische tractie
De lijn werd in 2008 geëlektrificeerd tussen Les Sables-d'Olonne en La Roche-sur-YonTours met een wisselpanning van 25.000 volt 50 Hz. 

## Galerij

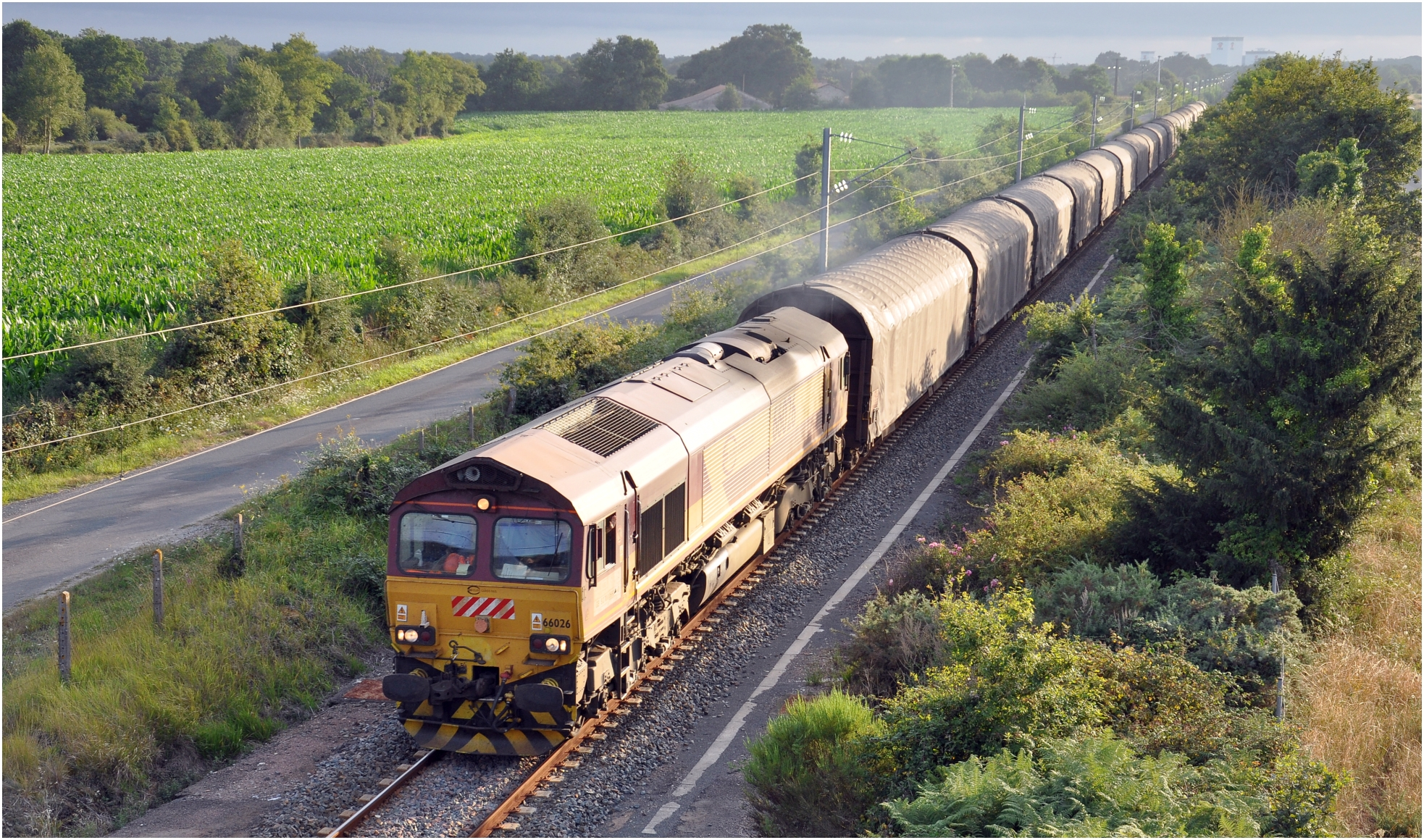
Een goederentrein bij La Mothe-Achard in 2012
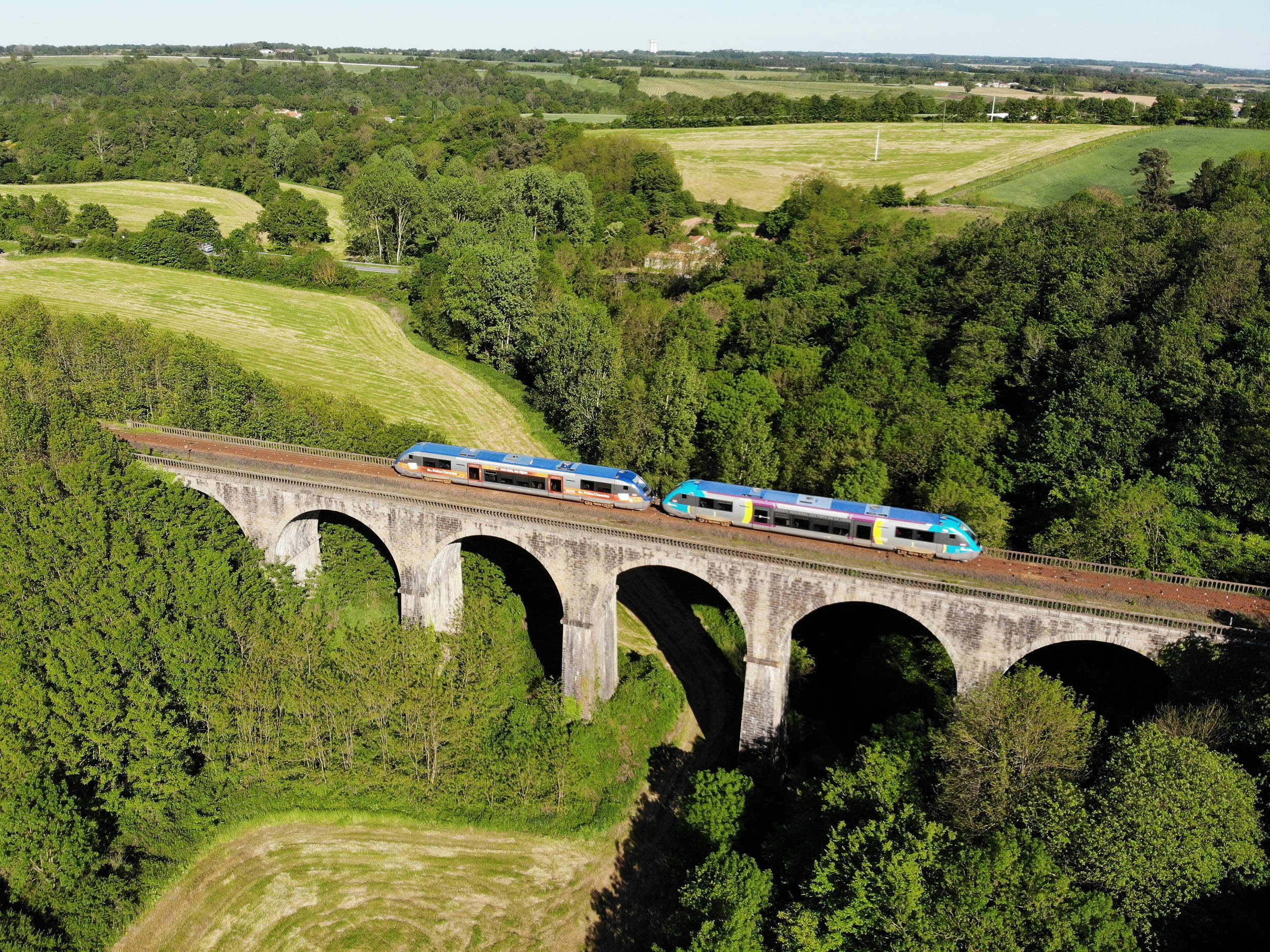
TER-trein op het viaduct van de Angle
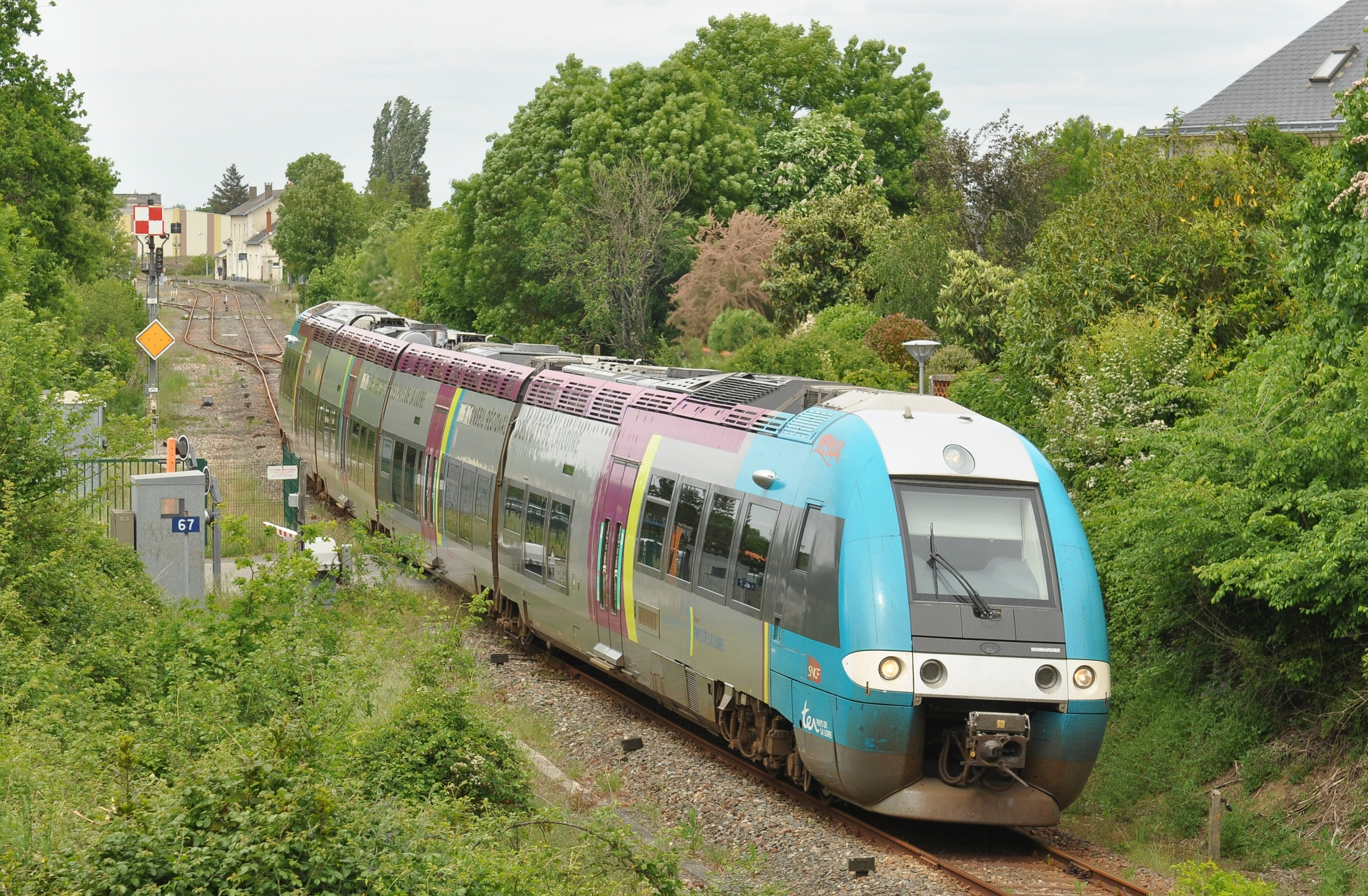
X76500 bij het verlaten van station Chantonnay in 2018
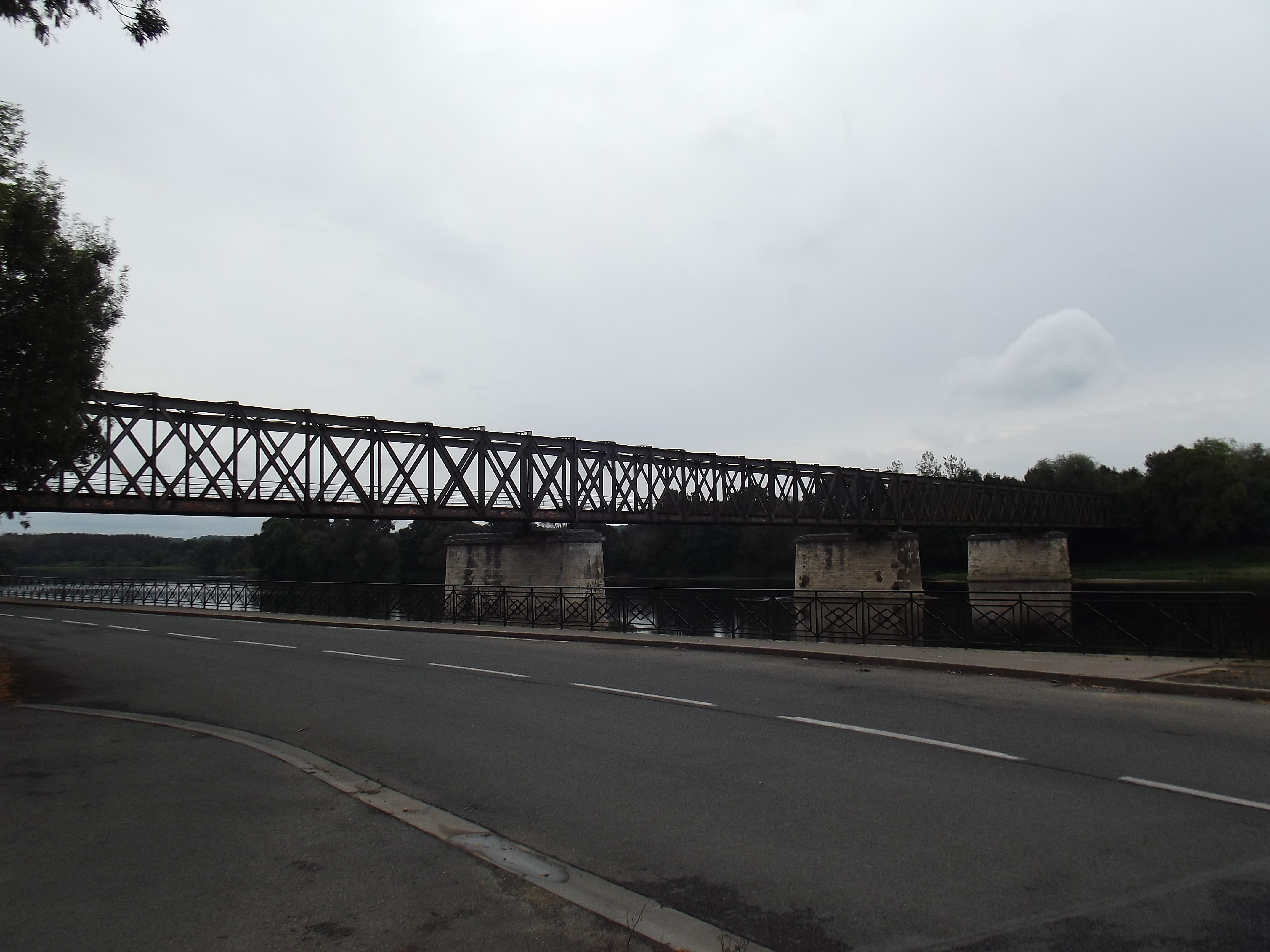
Spoorbrug over de Vienne bij Chinon